# داء المتدثرات الطيري

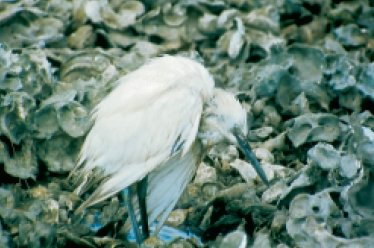
حالة خطيرة لداء المتدثرات الطيري لدى صغير مالك الحزين الأزرق

داء المتدثرات الطيري أو حمى الببغاوات (بالإنجليزية: Psittacosis)‏ هو داء متدثرات أي عدوى تسببها بكتيريا من فصيلة المتدثرية (Chlamydiaceae) على وجه التحديد بكتيريا المتدثرة الببغائية.
هذا المرض عبارة عن مرض مشترك خطير منتشر في كافة أنحاء العالم.
يصيب المرض العديد من الطيور خاصة الكوكاتيل والببغاء الامازوني والببغاوات الأسترالية (البادجي) و تظهر اعراضه كالتهاب الغشاء العيني، افرازات مخاطية، التهابات تنفسية بالإضافة لالتهاب الكبد والذي يظهر بتغير في خروج الطائر والتصاقه بالريش المحيط بمنطقة الإخراج. فترة حضانة المرض قد تصل الي 3 أشهر في بعض الطيور.

## وصلات خارجية
- داء المتدثرات الطيري من موقع المركز الوطني للبحث العلمي